# ژاک پرادو
ژاک پرادو (به فرانسوی: Jacques Prado) شاعر قرن نوزدهم میلادی اهل فرانسه است.